# Internazionali d'Italia 1962 - Singolare femminile
Il singolare femminile del torneo di tennis Internazionali d'Italia 1963, ha avuto come vincitrice Margaret Smith che ha battuto in finale Maria Bueno 8-6 5-7 6-4.

## Teste di serie
1. Margaret Smith (Campionessa)
2. Maria Bueno (finale)
3. Christine Truman (semifinale)
4. Ann Haydon-Jones (quarti di finale)

1. Darlene Hard (semifinale)
2. Renée Schuurman (terzo turno)
3. Lesley Turner (terzo turno)
4. Jan Lehane (terzo turno)

## Tabellone

### Legenda
| - Q = Qualificato - WC = Wild card - LL = Lucky loser | - ALT = Alternate - SE = Special Exempt - PR = Protected Ranking | - w/o = Walkover - r = Ritirato - d = Squalificato |

### Fase finale
|  | Quarti di finale | Quarti di finale | Quarti di finale | Quarti di finale | Quarti di finale |  |  | Semifinali       | Semifinali       | Semifinali     | Semifinali  | Semifinali |   |   | Finale         | Finale         | Finale | Finale | Finale |  |
|  |                  |                  |                  |                  |                  |  |  |                  |                  |                |             |            |   |   |                |                |        |        |        |  |
|  | 1                | Margaret Smith   | 4                | 6                | 6                |  |  |                  |                  |                |             |            |   |   |                |                |        |        |        |  |
|  |                  | Zsuzsa Körmöczy  | 6                | 1                | 1                |  |  | Margaret Smith   | Margaret Smith   | Margaret Smith | 7           | 6          |   |   |                |                |        |        |        |  |
|  | 5                | Darlene Hard     | Darlene Hard     | 6                | 6                |  |  | Darlene Hard     | Darlene Hard     | Darlene Hard   | 5           | 3          |   |   |                |                |        |        |        |  |
|  | 4                | Ann Haydon-Jones | Ann Haydon-Jones | 4                | 3                |  |  |                  |                  |                |             |            |   |   | Margaret Smith | Margaret Smith | 8      | 5      | 6      |  |
|  | 3                | Christine Truman | Christine Truman | 6                | 6                |  |  |                  |                  | Maria Bueno    | Maria Bueno | 6          | 7 | 4 |                |                |        |        |        |  |
|  |                  | Lea Pericoli     | Lea Pericoli     | 2                | 0                |  |  | Christine Truman | Christine Truman | 2              | 6           | 5          |   |   |                |                |        |        |        |  |
|  | 2                | Maria Bueno      | Maria Bueno      | 6                | 6                |  |  | Maria Bueno      | Maria Bueno      | 6              | 4           | 7          |   |   |                |                |        |        |        |  |
|  |                  | Věra Suková      | Věra Suková      | 2                | 2                |  |  |                  |                  |                |             |            |   |   |                |                |        |        |        |  |